# Fernando (ur. 1992)
Fernando Lucas Martins (ur. 3 marca 1992 w Erechim) – brazylijski piłkarz występujący na pozycji pomocnika. Były reprezentant Brazylii.

## Kariera klubowa
Fernando piłkarską karierę rozpoczął w Grêmio Porto Alegre, którego jest wychowankiem w 2009. W lidze brazylijskiej zadebiutował 28 czerwca 2009 w przegranym 1-3 meczu z Sportem Recife, zastępując w 69 minucie Héldera. Był to jego jedyny występ w tym sezonie. W 2010 zdobył mistrzostwo stanu Rio Grande do Sul – Campeonato Gaúcho. W 2012 zajął z Grêmio trzecie miejsce w lidze brazylijskiej. Dotychczas w lidze brazylijskiej rozegrał 68 spotkań, w których zdobył 2 bramki.
13 czerwca 2013 podpisał 5-letni kontrakt z mistrzem Ukrainy Szachtarem Donieck. Ukraiński klub zapłacił za niego 11 mln euro. 14 lipca zadebiutował w lidze w spotkaniu przeciwko Howerła Użhorod. 21 września w meczu przeciwko Worskła Połtawa zdobył pierwszą bramkę w lidze. Z Szachtarem zdobył mistrzostwo kraju oraz Superpuchar Ukrainy. W lipcu 2014 roku wraz z innymi Brazylijczykami zgłosił chęć odejścia z klubu z powodu wybuchu konfliktu zbrojnego w Donbasie.
6 lipca 2015 przeszedł do Sampdorii. W Serie A zadebiutował 23 sierpnia w meczu przeciwko Carpi. Po słabym sezonie, w którym Sampdoria z problemami utrzymała miejsce w Serie A, odszedł do Spartaka Moskwa. Kwota transferu według mediów wyniosła 12 milionów euro, co czyniło go najdroższym zakupem rosyjskiego klubu od czasu sprowadzenia Aidena McGeady. 31 lipca zadebiutował w rozgrywkach rosyjskiej Priemjer-Ligi. Już w pierwszym sezonie został wraz ze swoim klubem mistrzem Rosji. 
26 września 2017 roku zdobył pierwszą bramkę w rozgrywkach Ligi Mistrzów. W meczu przeciwko Liverpoolowi wykorzystał rzut karny. Łącznie w sezonie 2017/2018 Fernando wystąpił w 27 meczach ligowych co było najlepszym wynikiem w drużynie. W kolejnych sezonach grał już coraz mniej, aż w końcu 30 lipca 2019 roku odszedł do chińskiego Beijing Guo'an. 2 sierpnia Brazylijczyk zadebiutował w nowym klubie. 

## Kariera reprezentacyjna
Fernando występował reprezentacji Brazylii do lat 17. W 2009 uczestniczył w Mistrzostwach Ameryki Południowej U-17, na których Brazylia zajęła pierwsze miejsce.
Fernando występował reprezentacji Brazylii do lat 20. W 2011 uczestniczył w Mistrzostwach Ameryki Południowej U-20, na których Brazylia zajęła pierwsze miejsce. Na turnieju w Peru Fernando wystąpił w ośmiu meczach z Paragwajem, Kolumbią, Ekwadorem, Chile, ponownie z Kolumbią, Argentyną, ponownie Ekwadorem i Urugwajem. W tym samym roku zdobył Mistrzostwo Świata U-20. Na turnieju w Kolumbii Fernando wystąpił we wszystkich siedmiu meczach z Egiptem, Austrią, Panamą, Arabią Saudyjską, Hiszpanią, Meksykiem i finale z Portugalią.
Fernando w reprezentacji Brazylii zadebiutował 11 października 2012 w wygranym 6-0 towarzyskim meczu z reprezentacją Iraku zastępując w 89 minucie Paulinho. W 2013 roku został powołany przez Luiza Felipe Scolariego do 23 osobowej kadry na Puchar Konfederacji 2013, który odbył się w jego rodzimym kraju.